# Estación de San Quirce
San Quirce o San Quirico (en catalán y oficialmente Sant Quirze) es una estación ferroviaria situada en el municipio español de San Quirce del Vallés, en la provincia de Barcelona, comunidad autónoma de Cataluña. La estación se encuentra en la línea Barcelona-Vallés de Ferrocarriles de la Generalidad de Cataluña por donde circulan trenes de la línea S2. En 2018 registró un tráfico de 845 353 usuarios

## Situación ferroviaria
Se encuentra ubicada en el punto kilométrico 7,754 de la línea de ancho internacional original San Cugat-Sabadell (sin pasar por la Autónoma), a 164 metros de altitud. El tramo es de vía doble y está electrificado.

## Historia
La línea tiene sus orígenes en el Ferrocarril Sarriá-Barcelona (FSB) en el primer tramo urbano, puesto en servicio en 1863, y en los Ferrocarriles de Cataluña en el tramo del Vallés, inaugurado entre 1916 y 1925. La estación entró en servicio el 1 de junio de 1922, con la inauguración parcial del tramo San Cugat-Sabadell. La estación está situada en trinchera y en sus orígenes contaba con una única vía con andén de 70 metros de longitud a la izquierda de la misma. El edificio de pasajeros estaba ubicado en un nivel superior y era de una sola planta. La estación sufrió varias modificaciones, como la elevación del andén e instalación de marquesinas o la ampliación del edificio de pasajeros en 1956, que se convirtió en una planta superior. En 1985 se proporcionó una nueva vía con un andén lateral en la estación, así como una nueva sub-central eléctrica.
Las obras de la línea San Cugat-Sabadell corrieron a cargo de la Compañía de los Ferrocarriles de Cataluña (FCC), constituida por Frederick Stark Pearson, que en 1912 había integrado a su predecesora, la Compañía del Ferrocarril Sarriá a Barcelona (FSB). Ésta a su vez adquirió a la que dio origen a la línea del Vallés, la Compañía del Ferrocarril de Barcelona a Sarriá (FBS), debido a la acumulación de deudas de esta última, en 1874.
En 1936, con el estallido de la Guerra Civil, la línea pasó a manos de colectivizaciones de obreros que se hicieron cargo de la infraestructura y la gestión de la línea. En 1939 fueron devueltas a sus propietarios antes de las colectivizaciones. Cabe destacar que en 1941, con la nacionalización del ferrocarril en España, FCC, FSB y sus infraestructuras no pasaron a ser gestionadas por RENFE, debido a que la línea no era de ancho ibérico.
La Compañía del Ferrocarril de Sarriá a Barcelona (FSB), a partir de la década de 1970, empezó a sufrir problemas financieros debido a la inflación, el aumento de los gastos de explotación y tarifas obligadas sin ninguna compensación. En 1977 después de pedir subvenciones a diferentes instituciones, solicitó el rescate de la concesión de las líneas urbanas pero el Ayuntamiento de Barcelona denegó la petición y el 23 de mayo de 1977 se anunció la clausura de la red a partir del 20 de junio. El Gobierno evitó el cierre de la red de FSB otorgando por Real decreto la explotación y las líneas a Ferrocarriles de Vía Estrecha (FEVE) el 17 de junio de 1977, de forma provisional, mientras el Ministerio de Obras Públicas del Gobierno de España, la Diputación de Barcelona, la Corporación Metropolitana de Barcelona y la Ayuntamiento de Barcelona estudiaban el régimen de explotación de esta red. Debido a la indefinición se produjo una degradación del material e instalaciones, que en algún momento determinaron la paralización de la explotación.
Con la instauración de la Generalidad de Cataluña, el Gobierno de España traspasó a la Generalidad la gestión de las líneas explotadas por FEVE en Cataluña, gestionando así los Ferrocarriles de Cataluña a través del Departamento de Política Territorial y Obras Públicas (DPTOP) hasta que se creó en 1979 la empresa Ferrocarriles de la Generalidad de Cataluña (FGC), la cual integraba el 7 de noviembre de 1979 a su red estos ferrocarriles con la denominación Línea Cataluña y Sarriá.
En 1979 la red se integró en FGC y en 1996 se creó el Metro del Vallés y los servicios en Sabadell pasaron a llamarse línea S2. El 13 de septiembre de 2016, la línea S2 pasó por la estación de metro de Can Feu | Gracia y la nueva ruta a Sabadell Plaza Mayor. El 20 de julio de 2017, la línea se extendió hasta Sabadell Parque del Norte.

## La estación
La actual estación de San Quirce está situada en trinchera, con las dos vías generales con andenes laterales parcialmente cubiertos por marquesinas metálicas. El acceso a éstos es a través de rampas independientes para cada andén desde el nivel de la calle. El acceso al andén 1 (sentido Sabadell) tiene a media altura de la rampa un rellano con las máquinas expendedoras de billetes y las barreras tarifarias de control de acceso. El enlace con el otro andén es a través de una pasarela peatonal con acceso libre que conduce a la calle que lleva al edificio de pasajeros de la estación. Éste en su planta baja tiene un vestíbulo con máquinas expendedoras de billetes y barreras de control de acceso. Para bajar al andén 2 (sentido Barcelona) hay otra rampa anexa al costado del edificio de viajeros.
Las instalaciones se completan con un amplio aparcamiento de intercambio modal con el ferrocarril, que accede directamente al andén 2 con barreras tarifarias. Cuenta también con parada de taxis, aparcamiento cerrado con bicicletas eléctricas y dos plazas reservadas para carga de coches eléctricos.
La actual línea S2 tiene 33,00 km con una anchura de vía de 1.435 mm y 21 estaciones con parada (3 sin parada), 11 de ellas subterráneas (entre Plaza de Cataluña y Pie del Funicular y entre Can Feu | Gracia y Sabadell Parque del Norte). Cuenta con una doble vía en todo su recorrido, con electrificación a 1500 V cc. Los trenes que cubren la línea S2 son actualmente las unidades 112 y 113, indistintamente, tardando 50 minutos en completar la línea.
La línea S2 comienza en la estación de Barcelona-Plaza de Cataluña, generalmente a través de la ruta 3, y conduce hasta la calle Balmes hacia la estación de Provenza. Continúa por Via Augusta hacia Gracia, Muntaner y Sarriá. Desde Sarriá los trenes salen del túnel urbano y suben por la empinada rampa hasta el Pie del Funicular, donde se encuentra el túnel que cruza la Sierra de Collserola. Después de Las Planas y ya en el Vallés la línea se dirige sinuosamente hacia San Cugat Centro, la Floresta y Valldoreix. En San Cugat dejamos la línea hacia Tarrasa a la izquierda y continuamos hacia la nueva estación de Volpelleres, San Juan y Bellatierra. A continuación se baja por el tramo inicialmente construido como ramal hasta la Universidad Autónoma, para continuar hacia San Quirce, encontrándose antes de la ruta original de 1922. El viaje continúa hacia Sabadell, entrando en el túnel urbano para pasar por Can Feu-Gracia y subida a los túneles que describen una larga curva a la izquierda hasta la Plaza Mayor de Sabadell, donde la línea terminó entre el verano de 2016 y 2017 en la antigua estación de Sabadell Rambla. La línea continúa al norte de la ciudad, pasando por La Cruz Alta, el intercambiador Sabadell Norte y terminando en Sabadell Parque del Norte.

## Servicios ferroviarios
El horario de la estación se puede descargar en el siguiente enlace. El plano de las líneas del Vallés en este enlace. El plano integrado de la red ferroviaria de Barcelona puede descargarse en este enlace.
| << cabecera                   | < estación           | línea | estación >        | cabecera >>               |
| ----------------------------- | -------------------- | ----- | ----------------- | ------------------------- |
| Línea Barcelona-Vallès de FGC |                      |       |                   |                           |
| Barcelona-Plaza de Cataluña   | Universidad Autónoma |       | Can Feu \| Gracia | Sabadell-Parque del Norte |